# Classe Soldati
La classe Soldati est une classe de contre-torpilleurs (cacciatorpediniere)  italiens construite pour la Regia Marina  par des chantiers navals italiens pendant la Seconde Guerre mondiale. Une première série de 12 unités a été réalisée en 1938-1939, et une deuxième série de 7 navires en 1942, dont 5 seulement ont été achevés. Les navires ont été baptisés d'après les spécialités militaires.

## Histoire
Dix contre-torpilleurs ont été perdus pendant la guerre. Deux navires furent transférés à la marine soviétique, et trois navires à la marine nationale française au titre des dommages de guerre : Duchaffault (ex-Legionario), Jurien de la Gravière (ex-Mitragliere), Duperré (ex-Velite). Les deux autres survivants servirent dans la nouvelle Marine italienne comme escorteurs anti-sous-marins. Les tubes lance-torpilles furent supprimés et six canons antiaériens de 40 mm remplacèrent les mitrailleuses.

## Conception
En 1936, la Regia Marina italienne a passé une commande de douze exemplaires d'un nouveau modèle de contre-torpilleurs de, la classe Soldati. Il s'agissait essentiellement d'une reprise du modèle précédent de contre-torpilleurs de la classe Oriani, qui était lui-même une évolution de la classe Maestrale. La conception comprenait un armement principal identique de quatre canons de 120 mm de calibre 50 dans deux tourelles jumelles, une à l'avant et une à l'arrière, tandis que l'armement de torpilles était constitué de deux triples tubes lance-torpilles de 533 mm. Un canon court (calibre 15) de 120 mm était monté sur un roof entre les rangées de tubes lance-torpilles pour tirer des obus à étoiles, tandis que l'armement anti-aérien était constitué de douze mitrailleuses de 13,2 mm. Un seul navire (Carabinier) a été équipé d'un cinquième canon de 120 mm de calibre 50 remplaçant le canon à obus étoilé.
La propulsion des navires, composée de deux turbines à vapeur à engrenages Belluzzo/Parsons entraînant deux arbres et générant 48 000 chevaux-vapeur d'arbre (36 000 kW), et d'une grande cheminée, était similaire à celle de la classe Oriani et suffisait à propulser les destroyers à 38 nœuds (70 km/h),.
Les commandes pour une deuxième série de sept contre-torpilleurs ont été passées en 1940. Tous ces navires, à l'exception d'un seul, devaient porter l'armement de cinq canons principaux du Carabiniere.

## Construction et modifications
Le premier lot de navires a été construit en 1937 et achevé entre 1938 et 1939. Le deuxième lot a été construit en 1940-1941 et cinq navires ont été achevés en 1942.
Quatre autres navires de la première série (Ascari, Camicia Nera, Geniere et Lanciere) ont été modifiés en 1941-42 en remplaçant le canon à étoiles par un canon de 120 mm à pleine puissance. Les mitrailleuses anti-aériennes ont été progressivement remplacées par des canons de 20 mm, dont 10 à 12 ont été équipés en 1943. Cinq navires (Carabiniere, Granatiere, Fuciliere, Legionario et Velite) ont vu leurs tubes lance-torpilles arrière remplacés par deux canons de 37 mm de calibre 54, tandis que le Fuciliere et le Velite ont également vu leurs canons à étrier remplacés par une autre paire de canons de 37 mm,. Le Fuciliere et le Velite ont été équipés d'un radar italien, tandis que le Legionario a été équipé d'un radar allemand.
Les Allemands ont capturé le Squadrista incomplet en septembre 1943, et ont transféré le navire, rebaptisé TA33, à Gênes pour l'achever en tant que navire de direction de chasse portant un radar Freya à longue portée et des canons allemands de 105 mm et 20 mm, mais il a été coulé par un bombardement allié en 1944.
Les deux contre-torpilleurs restés au service de l'Italie après la guerre ont été reconstruits en tant qu'escorteurs anti-sous-marins en 1953-1954, avec leurs tubes lance-torpilles retirés et l'armement anti-aérien changé pour six canons pom-pom de 40 mm/39.

## Unités

### 1resérie
| Regia Marina - Classe Soldati - 1re série | Regia Marina - Classe Soldati - 1re série | Regia Marina - Classe Soldati - 1re série      | Regia Marina - Classe Soldati - 1re série | Regia Marina - Classe Soldati - 1re série | Regia Marina - Classe Soldati - 1re série | Regia Marina - Classe Soldati - 1re série          | Regia Marina - Classe Soldati - 1re série | Regia Marina - Classe Soldati - 1re série |
| Indicatif visuel                          | Nom                                       | Chantier                                       | Lancement                                 | Service effectif                          | Fin de service                            | Destination                                        | Photo                                     |                                           |
| ----------------------------------------- | ----------------------------------------- | ---------------------------------------------- | ----------------------------------------- | ----------------------------------------- | ----------------------------------------- | -------------------------------------------------- | ----------------------------------------- | ----------------------------------------- |
| AP                                        | Alpino                                    | Cantieri Navale Riuniti (CNR) à Ancône         | 18 septembre 1938                         | 20 avril 1939                             | 19 avril 1943                             | bombardé par l’US Air Force dans port de La Spezia |                                           |                                           |
| AR                                        | Artigliere                                | Odero-Terni-Orlando (OTO) à Livourne           | 12 décembre 1937                          | 14 novembre 1938                          | 13 octobre 1940                           | torpillé par le HMS York (bataille du cap Passero) |                                           |                                           |
| AI                                        | Ascari                                    | OTO à Livourne                                 | 31 juillet 1938                           | 6 mai 1939                                | 23 mars 1943                              | coulé sur mine flottante                           |                                           |                                           |
| AV                                        | Aviere                                    | OTO à Livourne                                 | 19 septembre 1937                         | 31 août 1938                              | 17 décembre 1942                          | coulé par le sous-marin britannique HMS Splendid   |                                           |                                           |
| BG                                        | Bersagliere                               | Cantiere navale di Palermo (CNR) à Palerme     | 3 juillet 1938                            | 1er avril 1939                            | 7 janvier 1943                            | coulé lors du bombardement du port de Palerme      |                                           |                                           |
| CN AR                                     | Camicia Nera renommé Artigliere (1943)    | OTO à Livourne                                 | 8 août 1937                               | 15 juin 1959                              | 1960                                      | transfert à l'Union soviétique (1949)              |                                           |                                           |
| CB D551 (1953)                            | Carabiniere                               | Cantieri del Tirreno (CT Riva Trigoso) à Gênes | 23 juillet 1938                           | 20 décembre 1938                          | 18 janvier 1965                           | démoli                                             |                                           |                                           |
| CR CZ                                     | Corazziere                                | OTO à Livourne                                 | 22 mai 1938                               | 4 mars 1939                               | 9 septembre 1943                          | démoli                                             |                                           |                                           |
| FC                                        | Fuciliere                                 | CNR à Ancône                                   | 31 juillet 1938                           | 10 janvier 1939                           | 1960                                      | transfert à l'Union soviétique (1950)              |                                           |                                           |
| GE                                        | Geniere                                   | OTO à Livourne                                 | 27 février 1938                           | 14 décembre 1938                          | 1er mars 1943                             | coulé lors du bombardement du port de Palerme      |                                           |                                           |
| GN D550(1953)                             | Granatiere                                | CNR à Palerme                                  | 24 avril 1938                             | 1er février 1939                          | 1er juillet 1958                          | retiré du service                                  |                                           |                                           |
| LN                                        | Lanciere                                  | CT Riva Trigoso à Gênes                        | 18 décembre 1938                          | 25 mars 1939                              | 23 mars 1942                              | chaviré et coulé lors d'une tempête                |                                           |                                           |

### 2esérie
| Regia Marina - Classe Soldati - 2e série | Regia Marina - Classe Soldati - 2e série | Regia Marina - Classe Soldati - 2e série | Regia Marina - Classe Soldati - 2e série | Regia Marina - Classe Soldati - 2e série | Regia Marina - Classe Soldati - 2e série | Regia Marina - Classe Soldati - 2e série                     | Regia Marina - Classe Soldati - 2e série | Regia Marina - Classe Soldati - 2e série |
| Indicatif visuel                         | Nom                                      | Chantier                                 | Lancement                                | Service effectif                         | Fin de service                           | Destination                                                  | Photo                                    |                                          |
| ---------------------------------------- | ---------------------------------------- | ---------------------------------------- | ---------------------------------------- | ---------------------------------------- | ---------------------------------------- | ------------------------------------------------------------ | ---------------------------------------- | ---------------------------------------- |
| BR                                       | Bombardiere                              | Cantieri Navale Riuniti (CNR) à Ancône   | 23 mars 1942                             | 15 juillet 1942                          | 17 janvier 1943                          | torpillé par un sous-marin britannique                       |                                          |                                          |
| CR                                       | Carrista                                 | OTO à Livourne                           |                                          |                                          | capturé par l'Allemagne (1943)           | détruit                                                      |                                          |                                          |
| CA                                       | Corsaro                                  | OTO à Livourne                           | 16 novembre 1941                         | 16 mai 1942                              | 9 janvier 1943                           | coulé sur mine flottante par le HMS Abdiel                   |                                          |                                          |
| LG                                       | Legionario                               | OTO à Livourne                           | 16 avril 1941                            | 1er mars 1942                            | Juin 1954                                | transfert à la Marine française (1948) Duchaffault           |                                          |                                          |
| MT                                       | Mitragliere                              | CNR à Ancône                             | 28 septembre 1941                        | 1er février 1942                         | juin 1954                                | transfert à la Marine française (1948) Jurien de la Gravière |                                          |                                          |
| SQ                                       | Squadrista                               | OTO à Livourne                           | 12 septembre 1942                        |                                          | capturé par l'Allemagne (1943)           | coulé par bombardement en septembre 1943                     |                                          |                                          |
| VL                                       | Velite                                   | OTO à Livourne                           | 31 août 1941                             | août 1942                                | 1961                                     | transfert à la Marine française (1948) Duperré               |                                          |                                          |